# Lamjung
Der Distrikt Lamjung (Nepali लमजुङ जिल्ला) ist einer von 77 Distrikten in Nepal und gehört seit der Verfassung von 2015 zur Provinz Gandaki.
Sein Hauptort ist Besisahar.

## Geschichte
Bis zum Jahr 2015 gehörte Lamjung zur Verwaltungszone Gandaki.

## Geographie
Der 1692 km² große Distrikt liegt im Zentralhimalaya im Zentrum von Nepal. Seine Distriktnachbarn sind Kaski, Manang, Gorkha und Tanahu. Die Topografie wird bestimmt durch den Marsyangdi-Fluss, der im benachbarten Distrikt Manang entspringt und Lamjung in nordsüdlicher Richtung durchfließt.

## Bevölkerung
Gemäß der Volkszählung 2001 hatte der Distrikt im Jahr 2001 177.149 Einwohner. Die Alphabetisierungsrate betrug 56 %  und die Bevölkerungsdichte 104,7 Personen/km². Die größte ethnische Gruppe in diesem Bezirk sind die Gurung.

## Verwaltungsgliederung
Städte im Distrikt Lamjung:
- Besisahar
- Madhyanepal
- Rainas
- Sundarbazar

Gaunpalikas (Landgemeinden):
- Dordi Rural
- Dudhpokhari
- Kwhlosothar
- Marsyandi

Bis zum Jahr 2017 wurde der Distrikt in die folgenden Village Development Committees (VDCs) unterteilt:
- Archalbot
- Bahundanda
- Bajhakhet
- Balungpani
- Bansar
- Bharte
- Bhoje
- Bhujung
- Bhulbhule
- Bichaur
- Chandreshwar
- Chiti
- Dhodeni
- Dhuseni
- Dudhpokhari
- Duradanda
- Gaunda
- Ghanpokhara
- Ghermu
- Gilung
- Hiletaksar
- Ilampokhari
- Khudi
- Kolki
- Maling
- Nalma
- Nauthar
- Neta
- Pachok
- Pasagaun
- Phaleni
- Purankot
- Sri Manjyang
- Simpani
- Sindure
- Taghring
- Uttarkanya

## Infrastruktur
In den 61 Village Development Commites (VDCs) betrieben die Bewohner von alters her die traditionelle Landwirtschaft und Viehzucht. Der Distrikt ist aber auch reich an natürlichen Ressourcen, die jedoch wegen mangelnder Straßeninfrastruktur ungenützt bleiben müssen. Die meisten Dörfer sind jedoch an ein gut gepflegtes Netz von Versorgungspfaden angeschlossen. Auf diesen Wegen durchzieht auch die Trekkingroute Annapurna Circuit den Distrikt Lamjung und an dieser Strecke leben mittlerweile viele Bewohner vom Tourismus (Versorgung und Unterbringung der Trekkinggruppen).

### Elektrizität
Der Großteil der Dörfer im Distrikt ist an das Stromnetz angeschlossen.
Am 14. Dezember 2008 hat der Betrieb des Mid-Marsyangdi Wasserkraft-Projekt (MMHEP), mit 70 Megawatt das zweitgrößte Wasserkraft-Projekt in Nepal, begonnen. Das Projekt wurde im Juni 2001 mit gemeinsamen Investitionen der Regierung von Nepal, Deutschland und der Nepal Electricity Authority gestartet. Der Staudamm befindet sich etwa 5 km südöstlich von Besisahar.

### Gesundheit und Bildung
In Lamjung gab es fünf Universitäten (einschl. Zweigstellen), 15 Gymnasien und 40 private and 348 öffentliche Schulen. Im ganzen Distrikt gibt es ein Krankenhaus, jedoch besitzt jedes Dorf mindestens eine Krankenstation.
Lamjung wurde am 16. Juli 2015 zum 17. Distrikt mit vollständiger Alphabetisierung erklärt. Im Jahr 2019 waren laut einer Untersuchung des Distriktes dennoch rund acht Prozent der Einwohner über sechs Jahren noch immer Analphabeten. Die Alphabetisierungsrate für Einwohner zwischen sechs und sechzig Jahren beträgt dabei über 96 %.

### Kommunikation
Postämter besitzt jedes der 61 VDCs. Fast jedes Dorf ist mit dem Telefonfestnetz verbunden. Ebenfalls bestehen GSM- oder CDMA-Handyverbindungen von Nepal Telecom und Spice Nepal. Als Printmedien stehen z. B. Lamjung Highlights und Antarang zur Verfügung. Derzeit besitzt Lamjung einen Gemeinschafts-UKW-Sender (95 MHz Marsyangdi).

## Bilder

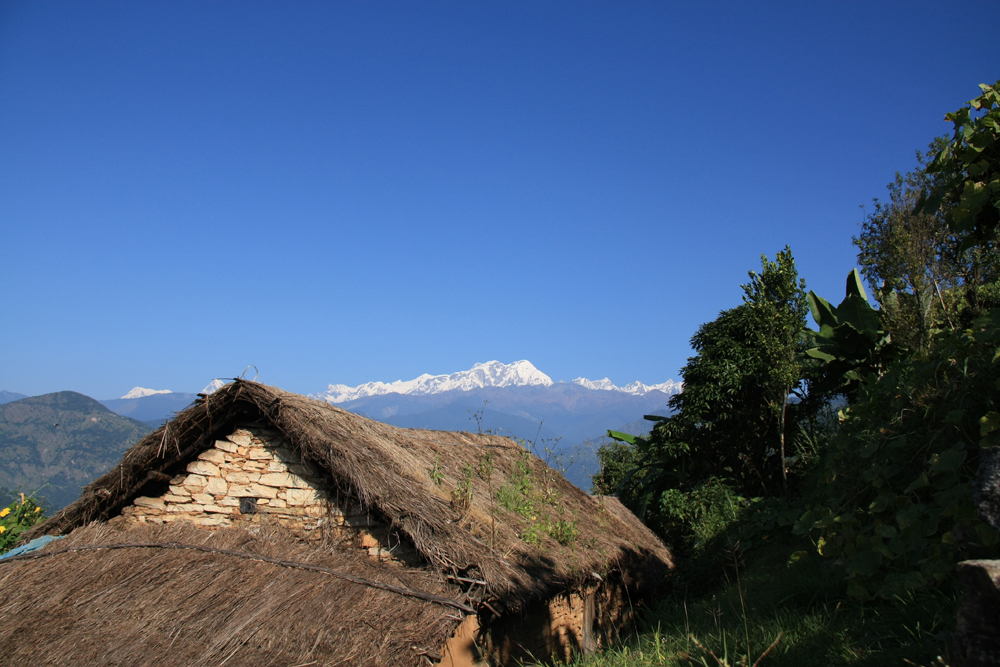
Blick vom Distrikt Lamjung auf die Annapurna II
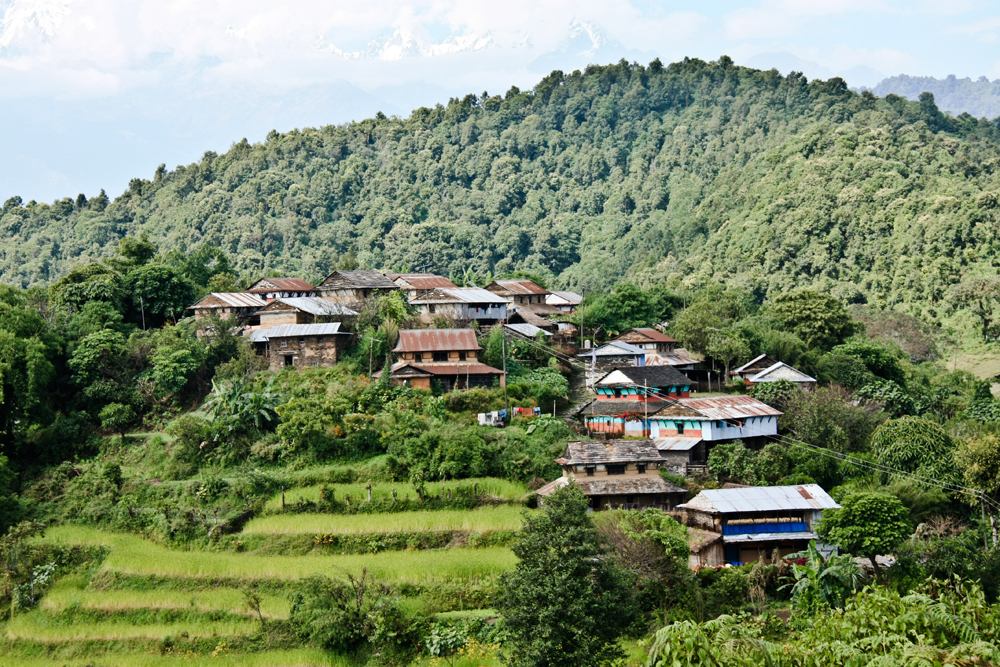
Dorf im Lamjung Distrikt
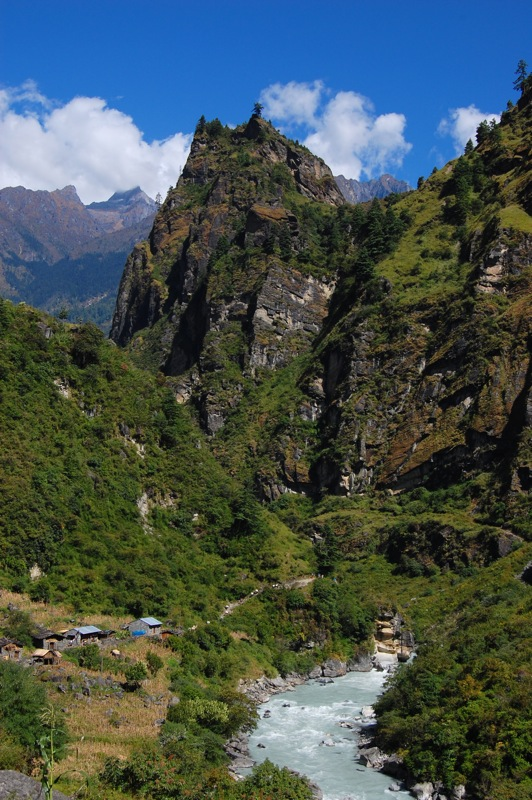
Der Marsyangdi-Fluss
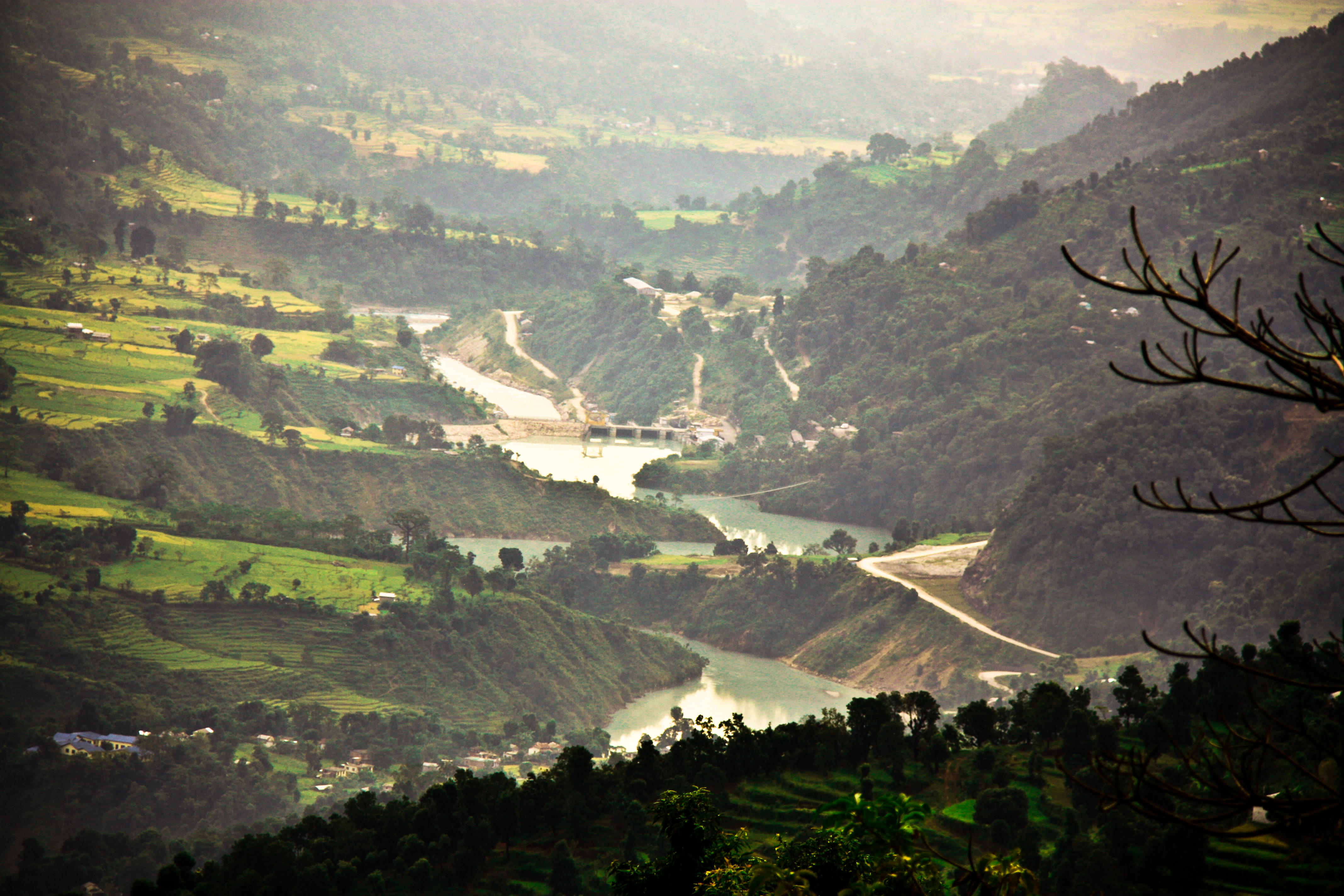
Das Wasserkraftprojekt
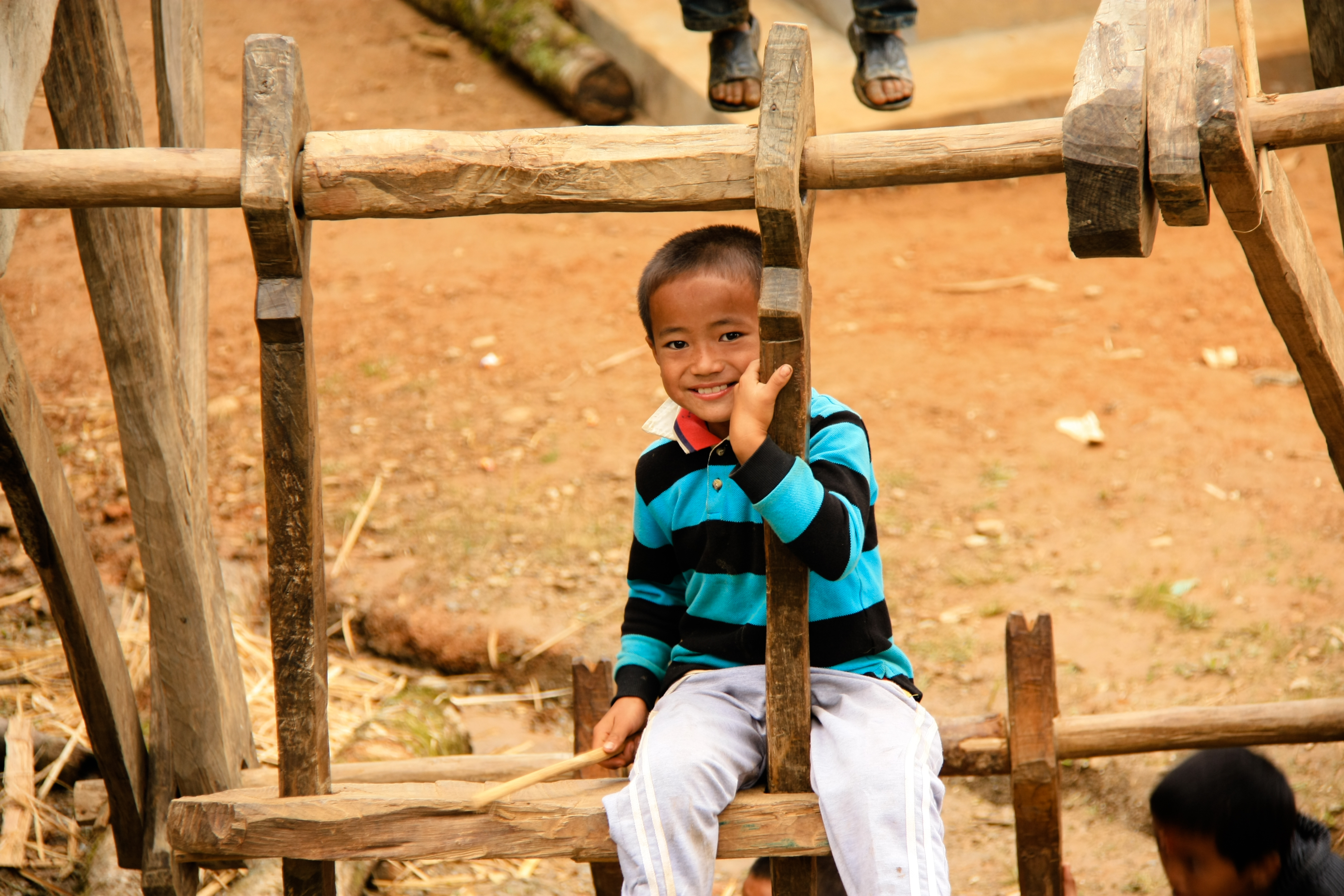
Gurung-Junge spielt auf einer traditionellen Holzschaukel